# Rahal (Schiff)
Die Rahal war ein im Jahr 1972 in Dienst gestelltes Fährschiff. Es entstand als Diana für die Viking Line und gehörte zur Baureihe der Papenburg Sisters.

## Geschichte

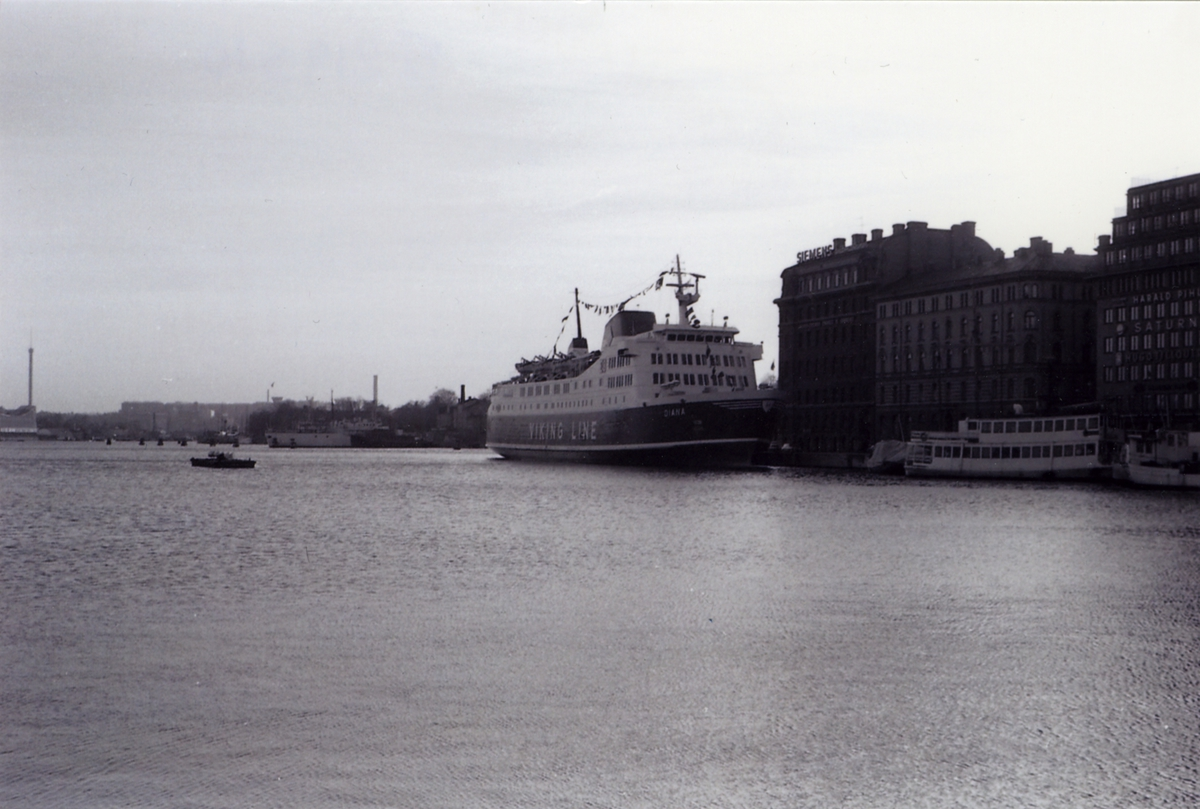
Die Diana auf ihrer Jungfernfahrt, Dezember 1972

Die Diana wurde am 17. Dezember 1970 als eines von neun fast baugleichen Fährschiffen in Auftrag gegeben und am 3. Mai 1972 unter der Baunummer 566 in der Meyer Werft in Papenburg auf Kiel gelegt. Der Stapellauf erfolgte am 28. August 1972. Nach einer zu Pressezwecken durchgeführten Sonderfahrt, bei der unter anderem die schwedische Popgruppe ABBA anwesend war, wurde die Fähre am 17. Dezember 1972 auf der Strecke von Kapellskär nach Mariehamn und Naantali in Dienst gestellt.
In den folgenden Jahren wechselte die Diana mehrfach ihre Dienststrecke. Am 4. Juli 1978 lief das Schiff vor Mariehamn auf Grund und verlor hierbei Öl. Nachdem die Fähre nicht aus eigener Kraft befreit werden konnte, wurden am folgenden Tag die Passagiere von der ebenfalls zur Viking Line gehörenden Fähre Kapella übernommen, während der RoRo-Frachter Travetal die Ladung übernahm. Die Diana konnte am nächsten Tag freigeschleppt werden und nahm nach Reparaturarbeiten am 15. Juli den Fährdienst wieder auf.
Im April 1979 ging das Schiff unter dem Namen Botnia Express in den Besitz der finnischen Oy Vaasa-Umeå Ab über und kam im selben Monat unter Charter des vorherigen Besitzers Viking Line wieder auf seiner ursprünglichen Route von Kapellskär über Mariehamn nach Naantali zum Einsatz. Ab Juni 1979 bediente die Fähre schließlich verschiedene Strecken in finnischen Gewässern für ihren Eigentümer. Bei einem Umbau im Jahr 1980 erhielt die Botnia Express unter anderem ein zusätzliches Restaurant.
Im Juli 1982 wurde die Oy Vaasa-Umeå Ab von der Rederi Ab Sally gekauft, am Einsatz des Schiffes änderte sich hierdurch jedoch nichts. Von Januar bis März 1989 wurde die Fähre von der Sally Line gechartert und im Fährdienst von Ramsgate nach Dunkerque eingesetzt.
Von November 1989 an fuhr Botnia Express in Charter der Jakob Line unter dem inoffiziellen Namen Polar Princess zwischen Skellefteå und Jakobstad, ehe sie im März 1990 für die Baltic Express Line zwischen Helsinki und Tallinn fuhr. Hierbei gab es bei der ersten Ankunft des Schiffes in Tallinn Komplikationen, da den meisten Passagieren an Bord ein Verlassen der Fähre verweigert wurde. Lediglich sechs Fahrgäste mit einem gültigen Visum für die Sowjetunion konnten wie geplant von Bord gehen.
Im Februar 1992 kaufte die Eckerö Line das Schiff und taufte es in Alandia um. In den folgenden Jahren war es auf verschiedenen Strecken im Einsatz, am häufigsten jedoch zwischen Grisslehamn und Eckerö sowie zwischen Helsinki und Tallinn. Während einer Überfahrt nach Tallinn am 16. Februar 1995 wurden 88 illegal reisende Flüchtlinge aus dem Iran an Bord des Schiffes entdeckt.
Zwischen September 1998 und Mai 2000 lag die Alandia in Mariehamn auf. Im Jahr 1999 unternahm das Schiff lediglich zwei Fahrten ohne Passagiere mit militärischer Ausrüstung an Bord nach Kapellskär. Im Mai 2000 kehrte die Fähre in den regulären Dienst zurück, verbrachte die Zeit von Januar bis Juli 2001 jedoch außer Dienst, da sie unter anderem mit neuen Stabilisatoren ausgerüstet wurde. In den folgenden Jahren charterte die RG-Line mehrfach die Alandia. Im Oktober 2005 beendete das Schiff schließlich seinen Einsatz für die Eckerö Line.
Nach mehreren Monaten Liegezeit in Mariehamn ging die Fähre im April 2006 an die Bayway Shipping Company mit Sitz auf den Marshallinseln. Im September 2006 nahm das Schiff unter dem Namen Jamaa II den Dienst zwischen Dschidda und Sues auf. Im April 2012 wurde die Jamaa II ausgemustert und unter der Flagge Panamas in Sues aufgelegt. Ab Februar 2012 war das Schiff in Kambodscha registriert und trug ab November 2015 den Namen Rahal. Es lag im Hafen von Dschidda auf. 2021 wurde das Schiff zum Abbruch im indischen Alang verkauft. Für die Überfahrt von Safaga nach Indien wurde das Schiff umgeflaggt auf die Komoren. Das Schiff traf am 17. März 2021 auf Reede vor Alang ein und wurde am 26. März zum Abbruch gestrandet.